# Flandern-Rundfahrt 1960
Die Flandern-Rundfahrt 1960 war die 44. Austragung der Flandern-Rundfahrt, ein belgisches Eintagesrennen im Straßenradsport. Es wurde am 3. April 1960 über eine Distanz von 227 km ausgetragen. Sieger wurde Arthur De Cabooter aus Belgien.

## Rennen
147 Radrennfahrer stellten sich dem Starter in Gent. Zielort war Wetteren. Die Flandern-Rundfahrt gehörte zur Rennserie Super Prestige Pernod 1960. Favorit war der Vorjahressieger Rik Van Looy. Nach dem Anstieg zum Kwaremont bildeten 26 Fahrer eine Spitzengruppe. An der Mauer von Geraardsbergen entstand eine neue Gruppe mit 16 Fahrern. Der Ire Seamus Elliot unternahm einen Ausreißversuch, der ihn lange in Führung hielt. Fünf Kilometer vor dem Ziel wurde er eingeholt. Im Zielsprint lag zunächst Van Looy vorn, wurde aber 300 Meter vor dem Ziel von zwei Fahrern überholt. Arthur De Cabooter gewann mit einer knappen Radlänge das Finale. 72 Fahrer erreichten das Ziel.

## Ergebnis
| Platz | Fahrer             | Team                             | Zeit              |
| ----- | ------------------ | -------------------------------- | ----------------- |
| 1.    | Arthur De Cabooter | Groene Leeuw–SAS–Sinalco         | 5: 52: 00 Stunden |
| 2.    | Jean Graczyk       | Helyett–Leroux–Fynsec–Hutchinson | gl. Zeit          |
| 3.    | Rik Van Looy       | Faema                            | gl. Zeit          |
| 4.    | Gilbert Desmet     | Carpano                          | gl. Zeit          |
| 5.    | Henri De Wolf      | Helyett–Leroux–Fynsec–Hutchinson | gl. Zeit          |
| 6.    | Frans De Mulder    | Groene Leeuw–SAS–Sinalco         | gl. Zeit          |
| 7.    | Pierre Ruby        | Peugeot–BP–Dunlop                | gl. Zeit          |
| 8.    | Raymond Impanis    | Faema                            | gl. Zeit          |
| 9.    | Frans Schoubben    | Peugeot–BP–Dunlop                | gl. Zeit          |
| 10.   | Alfons Hermans     | Dr. Mann–Dossche Sport           | gl. Zeit          |